# Подольский рок-фестиваль
Подо́льский рок-фестива́ль (официальное название Фестиваль самодеятельных рок групп «Подольск—87») — фестиваль русского рока, состоявшийся в городе Подольске 11—13 сентября 1987 года и получивший неофициальное название «советского Вудстока». На фестивале присутствовало 40 тыс. зрителей.
По мнению музыкального обозревателя Севы Новгородцева, фестиваль в Подольске стал определяющим событием для истории русского рока.

## История
Организаторами фестиваля выступили президент Подольского рок-клуба Пётр Колупаев, директор Зелёного театра Подольского городского парка имени Талалихина Марк Рудинштейн (говоривший впоследствии, что Подольский рок-фестиваль — лучшее, что он сделал в своей жизни), а также Сергей Гурьев и Наталья Комарова (Комета).
По воспоминаниям организаторов, в последний момент фестиваль был запрещён, однако Колупаев добился разрешающего звонка от заместителя министра культуры РСФСР Нины Жуковой, выдав мероприятие за «конкурс заводской самодеятельности». Для поддержания порядка на время проведения фестиваля была срочно вызвана дивизия имени Дзержинского. В парке, по воспоминаниям Михаила Борзыкина («Телевизор»), «дежурило» большое количество «люберов» в спортивных костюмах. Директор парка Владимир Кузнецов, также принимавший участие в проведении рок-фестиваля, был уволен с занимаемой должности.
К 25-летию со дня проведения фестиваля музыкальное издательство «Геометрия» выпустило ограниченным тиражом коллекционные CD- и DVD бокс-сеты с хрониками фестиваля (каждый — по 999 пронумерованных экземпляров).

## Галерея фотографий. Подольский рок-фестиваль

Галерея фотографий. Фестиваль самодеятельных рок групп «Подольск—87»
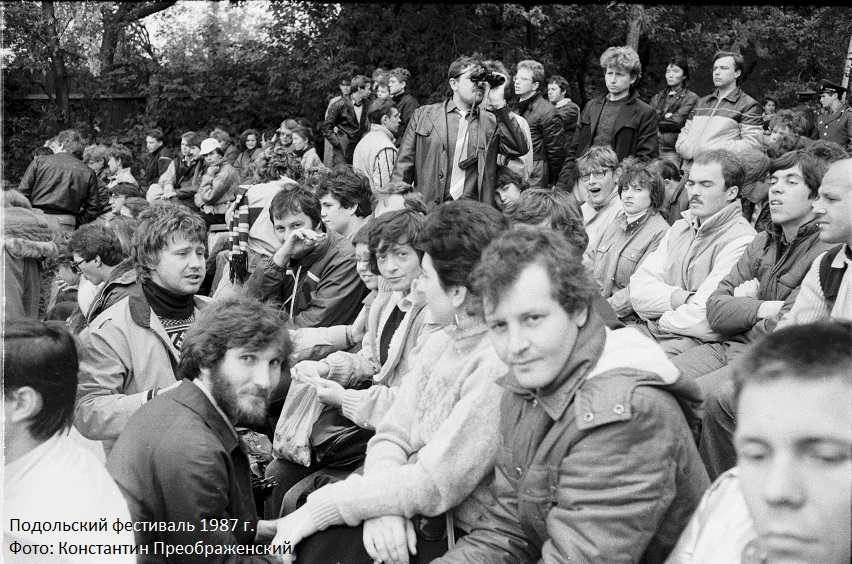
Зрители Подольского рок-фестиваля. Слева внизу — Олег Коврига. Фото Константина Преображенского
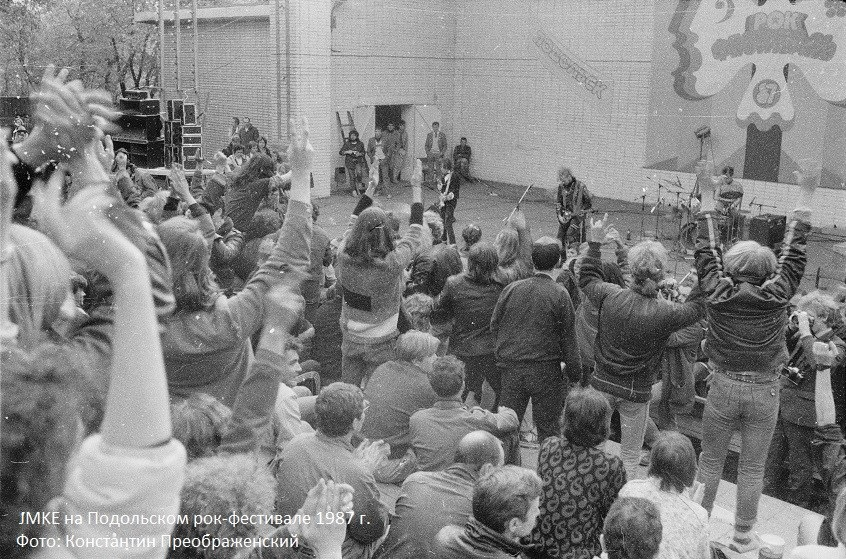
Группа J.M.K.E. (Таллин) на Подольском рок-фестивале. Фото Константина Преображенского

## Интервью

### Организаторы о фестивале
По словам Петра Колупаева, были ли моменты, когда казалось, что фестиваль не состоится:

За три дня до начала в подольский горком КПСС позвонил начальник главного управления культуры Мособлисполкома Н. С. Бендер и объяснил, что на фестиваль едут антисоветские рок-группы, часть из которых находится в запрещенных списках, и потребовал отмены фестиваля. Билеты на фестиваль были полностью распроданы, и его отмена грозила финансовым крахом хозрасчетной организации, которую возглавлял Марк Рудинштейн. Он отправился в Мособлисполком, чтобы встретиться с тов. Бендером и поговорить с ним на предмет наличия знакомых или родственников в городе Одессе. Ничего не вышло, и Рудинштейн попросил меня собрать многотысячный митинг в поддержку фестиваля.

Потом мы ходили на Старую площадь, в здание МГК КПСС, а в министерстве культуры РСФСР неожиданно попали на прием замминистру культуры Н. Б. Жуковой, которая долго не могла понять, кто мы такие и что нам надо. Я зачитал ей названия рок-групп из списка в порядке выступлений: «Цемент, Телевизор, Портрет…» Она перебила: «Это заводская самодеятельность, что ли?» Я сказал: «Да, конечно. Эти ребята играют рок-музыку в свободное от завода время». Она тогда сказала: «Ну, проводите ваш рок-фестиваль. Я не возражаю». Дело случая, но фестиваль-таки в результате состоялся. — Петр Колупаев. Подольск-87 шарахнул, как шаровая молния. Петр Колупаев — об одной из самых больших и успешных авантюр в истории русского рок
Гонорары выплачивали как премии фестиваля и для этого создали жюри, а больше всех получили «ДДТ»:

Гонорары — тема очень серьёзная, потому что в советское время она пахла уголовной статьей «о частном предпринимательстве». Марк Рудинштейн работавший в парке культуры имени Талалихина города Подольска и проводивший там концерты артистов советской эстрады, понимал это лучше нас. Гонорары выплачивали как премии фестиваля и для этого создали жюри. Самый крупный гонорар-премию в 600 руб. абсолютно заслужено получили «ДДТ». Остальные команды — от 50 до 300 руб. Мой личный гонорар составил 300 руб., а с вычетами и проставами — 200. — Петр Колупаев. Подольск-87 шарахнул, как шаровая молния. Петр Колупаев — об одной из самых больших и успешных авантюр в истории русского рок
Несколько крупных рок-групп не смогли выступить на фестивале, нарпример, «Алиса», «Ноль», «ЧайФ»:

Самих участников фестиваля приглашали несколько человек: Наталья Комарова («Наутилус Помпилиус», «Настя», «ЧайФ», «Облачный край», «Калинов Мост», «БОМЖ», «Бастион»), Сергей Гурьев («Хроноп», «Холи»), Пит Колупаев («ДДТ», «Телевизор», «Объект Насмешек», «Алиса», «Алиби», «Цемент», «Ноль», «Кроссворд», «42»), Света Скрипниченко («Зоопарк»), Николай Мейнерт (JMKE), Марк Рудинштейн («Бригада С», «Портрет»). Позже случились замены и обломы: не смог Кинчев — пропала «Алиса», не приехал «Ноль», после телеграмм и слухов об отмене фестиваля слетел «ЧайФ». На фестивале как зрители были: «ГПД» из Харькова вместе с Александром Чернецким, Егор Летов и «Гражданская Оборона», Ник Рок-н-ролл. — Петр Колупаев. Подольск-87 шарахнул, как шаровая молния. Петр Колупаев — об одной из самых больших и успешных авантюр в истории русского рок
Организаторы отмечают уникальное ощущение драйва и энергии на фестивале в Подольске:

Конечно, у нас это было все самопально: дешевые инструменты, недостаточно звуковой аппаратуры. Но я клянусь, что драйва и энергии на этом маленьком фестивале в подмосковном городе Подольске в сентябре 1987 года было столько, что можно сказать: это был настоящий «Вудсток». По поводу других фестивалей ничего не знаю, я там не был. Но рок-фестиваль Подольск-87 шарахнул как шаровая молния, а такие природные явления случаются не часто.— Петр Колупаев. Подольск-87 шарахнул, как шаровая молния. Петр Колупаев — об одной из самых больших и успешных авантюр в истории русского рок

## Участники
На фестивале выступили следующие группы:
- 42 (Подольск).
- Цемент (Рига).
- Телевизор (Ленинград).
- Кроссворд (Ярославль).
- Портрет (Климовск).
- Хроноп (Горький).
- Алиби (Дубна).
- Облачный край (Архангельск).
- Наутилус Помпилиус (Свердловск).
- Настя (Свердловск).
- Бастион (Одесса).
- Зоопарк (Ленинград).
- Калинов мост (Новосибирск).
- Холи (Казань).
- Долина (Москва).
- J.M.K.E. (Таллин).
- Бригада С (Москва).
- Весёлые картинки (Москва).
- БОМЖ (Новосибирск).
- Объект Насмешек (Ленинград).
- ДДТ (Ленинград)[12][13].